# Vitesse
Pour les articles homonymes, voir Vitesse (homonymie).
 (décembre 2024).
Si vous disposez d'ouvrages ou d'articles de référence ou si vous connaissez des sites web de qualité traitant du thème abordé ici, merci de compléter l'article en donnant les références utiles à sa vérifiabilité et en les liant à la section « Notes et références ».
La vitesse est une grandeur physique qui mesure le rapport d'une évolution au temps. Exemples : vitesse de sédimentation, vitesse d'une réaction chimique, etc. De manière élémentaire, la vitesse s'obtient par la division d'une mesure d'une variation (de longueur, poids, volume, etc.) durant un certain temps par la mesure de ce temps écoulé.
En particulier, en cinématique, la vitesse est une grandeur qui mesure, pour un mouvement, le rapport de la distance parcourue au temps écoulé.
La vitesse moyenne est définie par :
{\displaystyle {\text{vitesse moyenne du parcours}}={\frac {\text{distance parcourue}}{\text{temps de parcours}}}}.
L'unité internationale de la vitesse cinématique est le mètre par seconde (m s−1 ou m/s). Pour les véhicules automobiles, on utilise aussi fréquemment le kilomètre par heure (km h−1 ou km/h) et le système anglo-saxon utilise le mille par heure (mile per hour, mph). Dans la marine, on utilise le nœud, qui vaut un mille marin par heure, soit 0,514 4 m s−1. En aviation, on utilise aussi le nœud, mais on utilise parfois le nombre de Mach, Mach 1 étant la vitesse du son (qui varie en fonction de la température).

## Histoire
Une définition formelle a longtemps manqué à la notion de vitesse, car les mathématiciens s'interdisaient de faire le quotient de deux grandeurs non homogènes. Diviser une distance par un temps leur paraissait donc aussi faux que pourrait actuellement paraître la somme de ces deux valeurs. C'est ainsi que pour savoir si un corps allait plus vite qu'un autre, Galilée (1564-1642) comparait le rapport des distances parcourues par ces corps avec le rapport des temps correspondant. Il appliquait pour cela l'équivalence suivante :
{\displaystyle {\frac {s_{1}}{s_{2}}}\leq {\frac {t_{1}}{t_{2}}}\quad \Leftrightarrow \quad {\frac {s_{1}}{t_{1}}}\leq {\frac {s_{2}}{t_{2}}}}.
Selon Aristote (384-322 av. J.-C.), tout corps qui tombe possède une certaine vitesse déterminée par la nature, et que l'on ne peut ni accroître ni diminuer, si ce n'est en usant de la violence ou en lui opposant une résistance. Aristote suppose qu'un mobile dix fois plus lourd qu'un autre se meut dix fois plus vite et tombe dès lors dix fois plus rapidement. Tous les corps de l'univers tirent selon lui l'origine de leur mouvement d'un premier moteur, les mouvements étant transmis par contact. À cela s'ajoute l'idée que les objets se meuvent pour atteindre le lieu propre qui leur est destiné, où ils trouveront l'immobilité : le mouvement implique l'action d'une force motrice, d'un moteur attaché au mobile : séparé du premier, le second s'arrête.
Héritier d'Aristote, l'estimation des vitesses fait incontestablement de grands progrès au Moyen Âge, grâce à la conceptualisation de la vitesse comme grandeur intensive et à la précision qui s'ensuit pour l'idée de variation de vitesse. Ce sont les travaux des écoles d'Oxford (les calculateurs d'Oxford) et de l'université de Paris (Nicole Oresme) en lesquels certains auteurs comme Pierre Duhem, Anneliese Maier ou Marshall Clagett ont vu les précurseurs de Galilée.
La loi de la chute des corps énoncée dans le De motu de Galilée (1564-1642), détermine que les corps chutent selon un mouvement uniformément accéléré et d'autre-part que tous les corps, grands et petits, lourds et légers, c'est-à-dire quelles que soient leurs dimensions et leurs natures, tombent (du moins dans le vide complet), avec la même vitesse; en d'autres termes, et dans la mesure où Galilée n'a pas connaissance de la pesanteur terrestre, que l'accélération de la chute est une constante universelle. Galilée signe par là, la fin de l'Aristotélicisme.

La notion de vitesse instantanée est définie formellement pour la première fois par Pierre Varignon (1654-1722) le 5 juillet 1698, comme le rapport d'une longueur infiniment petite dx sur le temps infiniment petit dt mis pour parcourir cette longueur. Il utilise pour cela le formalisme du calcul différentiel mis au point quatorze ans plus tôt par Gottfried Wilhelm Leibniz (1646-1716).

## Concepts
Dans le mode de mesure, il faut distinguer deux types de vitesses :
- la vitesse moyenne, qui répond très précisément à la définition élémentaire. Elle se calcule en divisant la distance parcourue par le temps de parcours ; elle a un sens sur une période donnée ;
- la vitesse instantanée, qui est obtenue par passage à la limite de la définition de la vitesse. Elle est définie à un instant précis, via la notion de dérivation v =dr/dt. Le plus souvent, donc, la vitesse instantanée n'est accessible que par le calcul d'une équation modélisant un déplacement, et non par une mesure physique. Par exemple, dans les calculs de cinématique, la vitesse est un vecteur obtenu en dérivant les coordonnées cartésiennes de la position par rapport au temps :

{\displaystyle {\vec {v}}={\frac {\mathrm {d} {\vec {r}}}{\mathrm {d} t}}={\begin{pmatrix}{\frac {\mathrm {d} x}{\mathrm {d} t}}\\{\frac {\mathrm {d} y}{\mathrm {d} t}}\\{\frac {\mathrm {d} z}{\mathrm {d} t}}\end{pmatrix}}}.
D'autre part, la vitesse peut correspondre à des cas d'application assez différents, suivant qu'elle est un vecteur unique ou un champ vectoriel :
- en mécanique du solide, « la vitesse » est celle du mobile considéré, ou de l'une de ses parties. C'est une grandeur physique vectorielle attachée à ce mobile ;
- en mécanique des fluides, chaque particule élémentaire va avoir une vitesse propre, qui peut varier de celle de ses voisines. Il n'y a pas de vitesse unique, et par rapport à un repère fixe, « la vitesse » devient un champ vectoriel donnant en chaque point de l'espace (et à chaque instant) la vitesse de la particule qui s'y trouve ;
- en mécanique des corps déformables, cependant, le repère n'est pas nécessairement fixe mais peut être rattaché à la matière déformée elle-même. « La vitesse » est alors un champ vectoriel, donnant pour chaque point du matériau sa vitesse à un instant donné.

Le cas général est celui du champ vectoriel, puisque même dans le cas de la mécanique du solide, il reste possible de définir la vitesse de la matière en un point particulier de l'espace.
La vitesse est une grandeur intensive : elle est définie pour un point de l'espace, et un système composé n'additionne pas la vitesse de ses différentes parties.
Le vecteur vitesse instantanée {\displaystyle {\vec {v}}} d'un objet dont la position au temps t est donné par {\displaystyle {\vec {r}}(t)} est défini par la dérivée {\displaystyle {\vec {v}}={\frac {\mathrm {d} {\vec {r}}}{\mathrm {d} t}}}.
L'accélération est la dérivée de la vitesse, et la vitesse est la dérivée de la distance, par rapport au temps. L'accélération est le taux de variation de la vitesse d'un objet sur la période. L'accélération moyenne a d'un objet dont la vitesse change à partir de vi à vf pendant une période t est donnée par : {\displaystyle a={\frac {v_{f}-v_{i}}{t}}}.
Le vecteur d'accélération instantanée {\displaystyle {\vec {a}}} d'un objet dont la position au temps t est donné par {\displaystyle {\vec {r}}(t)} est {\displaystyle {\vec {a}}={\frac {\mathrm {d} {\vec {v}}}{\mathrm {d} t}}={\frac {\mathrm {d} ^{2}{\vec {r}}}{\mathrm {d} t^{2}}}}.
La vitesse finale vf d'un objet démarrant avec la vitesse vi puis accélérant avec un taux constant a pendant un temps t est :
{\displaystyle v_{f}=v_{i}+a\,t}.
La vitesse moyenne d'un objet subissant une accélération constante est {\displaystyle {\scriptstyle {\frac {1}{2}}}(v_{i}+v_{f})}. Pour trouver le déplacement d d'un tel objet accélérant pendant la période t, substituer cette expression dans la première formule pour obtenir :
{\displaystyle d={\frac {v_{i}+v_{f}}{2}}\,t}.
Quand seule la vélocité initiale de l'objet est connue, l'expression {\textstyle d=v_{i}\,t+{\frac {1}{2}}\,a\,t^{2}} peut être utilisée. Ces équations de base pour la vélocité finale et déplacement peuvent être combinées pour former une équation qui est indépendante du temps :
{\displaystyle v_{f}^{2}=v_{i}^{2}+2\,a\,d}.
Les équations ci-dessus sont valides pour la mécanique classique mais pas pour la relativité restreinte. En particulier en mécanique classique, tous seront d'accord sur la valeur de t et les règles de transformation pour la position créent une situation dans laquelle tous les observateurs n'accélérant pas décriraient l'accélération d'un objet avec les mêmes valeurs. Ni l'un ni l'autre ne sont vrais pour la relativité restreinte.
L'énergie cinétique d'un objet se déplaçant en translation est linéaire avec sa masse et le carré de sa vitesse :
{\displaystyle E_{c}={\frac {1}{2}}\,m\,v^{2}}.
L'énergie cinétique est une quantité scalaire.

### Coordonnées polaires
En coordonnées polaires, la vitesse dans le plan peut être décomposée en vitesse radiale, {\textstyle {\frac {\mathrm {d} r}{\mathrm {d} t}}}, s'éloignant ou allant vers l'origine et la vitesse orthoradiale, dans la direction perpendiculaire (que l'on ne confondra pas avec la composante tangentielle), égale à {\textstyle r\,{\frac {\mathrm {d} \theta }{\mathrm {d} t}}} (voir vitesse cinétique).
Le moment cinétique dans le plan est  : {\displaystyle {\vec {L}}=m\,{\vec {r}}\wedge {\vec {V}}=m\,r^{2}\,{\frac {\mathrm {d} \theta }{\mathrm {d} t}}\,{\vec {k}}} (où {\displaystyle \wedge } désigne le produit vectoriel).
On reconnaît dans {\displaystyle {\frac {1}{2}}\,r^{2}\,{\frac {\mathrm {d} \theta }{\mathrm {d} t}}={\frac {\mathrm {d} A(t)}{\mathrm {d} t}}\;}, la vitesse aréolaire.
Si la force est centrale (voir mouvement à force centrale), alors la vitesse aréolaire est constante (deuxième loi de Kepler).

## Énergie
Plus un objet est lourd, plus il faut consommer d'énergie pour lui faire gagner de la vitesse, et ensuite pour lui faire perdre de la vitesse (énergie cinétique). Ceci a d'importantes implications concernant les transports motorisés, la pollution qu'ils émettent et la gravité des accidents qu'ils induisent. Ainsi quand Rotterdam a - en 2002 - limité (de 120 km/h à 80 km/h sur 3,5 km) et surveillé la vitesse sur la section de l'autoroute A13 traversant le quartier d'Overschie, les taux de NOx ont chuté de 15 à 20 %, les PM10 de 25 à 30 % et le monoxyde de carbone (CO) de 21 %. Les émissions de CO2 ont diminué de 15 %, et le nombre d'accidents de 60 % (- 90 % pour le nombre de morts), avec le bruit divisé par 2.